# روي هوارد
روي هوارد (بالإنجليزية: Roy Howard)‏ (15 نوفمبر 1922 بملبورن في أستراليا - 6 أغسطس 2008) هو لاعب كريكت أسترالي. لعب مع فريق فكتوريا للكريكت.

## وصلات خارجية
- روي هوارد على موقع إي آس بي آن كريك إنفو (الإنجليزية)